# 歐文斯洛凱申 (新罕布什爾州)
歐文斯洛凱申（英語：Erving's Location）是位於美國新罕布什爾州庫斯縣的一個行政鎮區。

## 地方資料
歐文斯洛凱申的面積為9.72平方千米，皆為陸地。根據2020年美國人口普查的數據，當地共有人口0人，而人口密度為每平方千米0人。